# Zapadores de México
Los Zapadores de México fue un equipo que participó en la Liga Mexicana de Béisbol con sede en la Ciudad de México, México.

## Historia
Los Zapadores participaron durante una temporada en la Liga Mexicana de Béisbol, debutaron para la campaña de 1933 donde terminaron en último lugar con 1 ganado y 19 perdidos, a 14 juegos del primer lugar. El siguiente año el equipo desapareció siendo esta la única ocasión en que apareció este equipo.